# Bruno Schurer
Bruno Schurer (* 16. Juni 1947 in Riedlingen, Deutschland) ist ein deutscher Wirtschaftspädagoge. Er ist emeritierter Professor für Wirtschafts- und Berufspädagogik der Johannes Kepler Universität (JKU) Linz, wobei er die Jahre 1989 bis 2006 der Inhaber des Lehrstuhls war.

## Leben
Bruno Schurer kam am 16. Juni 1947 in Riedlingen an der Donau in Württemberg zur Welt, als Sohn eines Schuhmachers, und gehört der römisch-katholischen Kirche an. Sein schulischer Werdegang begann an der Volksschule in Heiligkreuztal und setzte sich am Gymnasium in Riedlingen fort, wobei er am 28. Oktober 1966 seine Abitur ablegte. Im Anschluss begann Bruno Schurer 1966 mit seinem Studium der Germanistik und Anglistik an der Universität Tübingen, dies wurde durch den einjährigen Wehrdienst im Deutschen Bundeswehr unterbrochen. Im folgenden Jahr, im Wintersemester 1968/69, setze er sein Studium nach einem Wechsel zu den Fächern Sozialwissenschaften und Wirtschaftspädagogik an der Universität Köln fort, welches er mit der Prüfung als Diplom-Handelslehrer am 12. November 1973 abschloss. Schurer entschied sich gegen den Schuldienst und war stattdessen als Wissenschaftliche Hilfskraft sowie als Verwalter einer Assistentenstelle am Lehrstuhl für Wirtschafts- und Berufspädagogik der Universität Köln unter der Leitung von Prof. Martin Schmiel (1913–2001) tätig. Am 7. Juli 1977 promovierte er zum Doktor der Staatswissenschaften (Doctor rerum politicarum). Seine Dissertation mit dem Titel „Die Anfangsphase der Erwerbstätigkeit nach dualer und vollschulischer Berufsausbildung“ wurde 1977 in Buchform veröffentlicht und umfasst 386 Seiten. Ab seiner Promotion war er wissenschaftlicher Assistent am Lehrstuhl für Berufs- und Sozialpädagogik an der Hochschule Rheinland, bei Professor Wolfgang Stratenwerth. Im Jahre 1980 kehrte er gemeinsam mit Stratenwerth an die Universität Köln zurück. 1983 wurde ihm die Lehrbefugnis für Wirtschafts- und Berufspädagogik durch die Wirtschafts- und Sozialwissenschaftliche Fakultät der Universität Köln verliehen. Seine Habilitationsschrift mit dem Titel „Gegenstand und Struktur der Lernhandlung. Ein Beitrag zu einer lernerzentrierten Didaktik unter besonderer Berücksichtigung des arbeitsmotorischen Lernens“ wurde 1984 in Buchform veröffentlicht und umfasst 557 Seiten. Zwei Jahre später wurde er am Institut für Berufs-, Wirtschafts- und Sozialpädagogik zum Professor auf Zeit ernannt. Von 1989 bis zu seiner Emeritierung im Juni 2010 war er o.Univ.Prof. für Berufs- und Wirtschaftspädagogik an der JKU.

## Arbeits- und Forschungsschwerpunkte
- Berufsausbildung im Dualen System
- Curriculumentwicklung, -implementierung und -evaluation im Handwerk
- Handlungstheorie und handlungsorientierte Didaktik
- Berufsbildungstheorie und Qualifikationsforschung
- Berufs- und wirtschaftspädagogische Themen
- Insbesondere Betriebspädagogik[3]